# Peppermint frappé
Pour plus de détails, voir Fiche technique et Distribution.
Peppermint Frappé est un thriller psychologique espagnol réalisé par Carlos Saura, sorti en 1967, avec dans les rôles principaux Géraldine Chaplin, José Luiz López Vázquez et Alfredo Mayo. L'histoire est centrée sur un homme qui devient obsédé  par la femme d'un ancien ami, dans laquelle il croit retrouver une joueuse de tambour autrefois rencontrée lors d'une fête religieuse.

## Synopsis
Julián dirige une clinique de radiologie, assisté d'Ana, une infirmière timide. Un soir, il est invité chez un de ses amis d'enfance, Pablo, un aventurier qui vient de se marier avec Elena, une belle jeune femme. Lors de cette soirée, Pablo lui sert son cocktail favori, un peppermint frappé, en attendant qu'arrive Elena. Lorsque celle-ci paraît, Julián croit reconnaître en elle une mystérieuse femme qu'il a vue jouer du tambour lors de la Semaine sainte à Calanda. Bien qu'Elena lui assure qu'elle ne l'a jamais vu auparavant, qu'elle n'est jamais allé à Calanda, il se sent attiré par elle et va chercher à la revoir à la moindre occasion.
Frustré de ne pouvoir gagner son affection, il reporte son attention sur Ana, son assistante, qui est secrètement amoureuse de lui. Commence alors une relation au cours de laquelle Julián manipule Ana, la faisant se vêtir comme Elena, bouger comme Elena...
Elena apprend à son mari la cour que lui fait Julián et pour s'amuser ils lui offrent un tambour lors d'une soirée chez eux. Humilié, Julián va chercher à se venger. Il invite Pablo et Elena à sa maison de campagne, leur fait boire un poison mélangé à du peppermint frappé, puis il place les corps dans une voiture qu'il fait tomber dans un précipice. De retour à la maison de campagne, il trouve Ana, vêtue comme la femme de Calanda, qui comprend ce qui s'est passé.

## Fiche technique
- Titre original : Peppermint frappé
- Réalisation : Carlos Saura
- Scénario : Carlos Saura, Rafael Azcona, Angelino Fons
- Direction artistique : Emilio Sanz de Soto
- Décors : Wolfgang Burmann
- Photographie : Luis Cuadrado
- Montage : Pablo G. del Amo
- Musique : Teddy Bautista, Luis de Pablo
- Production : Elías Querejeta
- Société de production : Elías Querejeta Producciones
- Société de distribution : Bocaccio Distribución S.A.
- Pays d’origine :  Espagne
- Langue originale : espagnol
- Format : couleur (Eastmancolor) — 35 mm — son Mono
- Genre : drame
- Durée : 92 minutes (1 h 32)
- Dates de sortie : 
  -  Espagne : 9 octobre 1967

## Distribution
- Geraldine Chaplin : Elena / Ana / la femme à Calanda
- José Luis López Vázquez : Julián
- Alfredo Mayo : Pablo
- Emiliano Redondo : Arturo
- María José Charfole : une enfant
- Francisco Venegas : un enfant
- Pedro Luis Lozano : un enfant
- Víctor Manuel Moreno : un enfant
- Ana María Custodio : la mère de Julián
- Fernando Sánchez Polack : un patient

## Récompenses et distinctions

### Récompenses
- Berlin 1968 : Ours d'argent du meilleur réalisateur

## Autour du film
Carlos Saura a dédié le film à Luis Buñuel.
Le DVD édité en 2015 par Tamasa Diffusion contient un bonus : Calanda, un court métrage documentaire réalisé par Juan Luis Buñuel en 1966 dans le village de Calanda, qui montre les joueurs de tambour dont le bruit, le Vendredi saint, rappelle les cataclysmes survenus lors de la mort du Christ (Évangile selon Matthieu 27,51). 